# Богородицкое (Новопетровское сельское поселение)
Богородицкое — деревня в Свердловском районе Орловской области. Входит в состав Новопетровского сельского поселения. Население — 25 чел. (2010).

## География
Деревня расположена на берегу реки Неручь.
Уличная сеть представлена двумя объектами: Луговая улица и Журавлиная улица.
Находится рядом с деревней Берёзовка.

## Население
| 2010 |
| ---- |
| 25   |